# Круглики (Хмельницкая область)
Круглики (укр. Круглики) — село в Староконстантиновском районе Хмельницкой области Украины.
Население по переписи 2001 года составляло 224 человек. Почтовый индекс — 31164. Телефонный код — 3854. Занимает площадь 1,006 км². Код КОАТУУ — 6824288303.

## Местный совет
31164, Хмельницкая обл., Староконстантиновский р-н, с. Сковородки